# Malans
Malans é uma comuna da Suíça, no Cantão Grisões, com cerca de 2.005 habitantes. Estende-se por uma área de 11,38 km², de densidade populacional de 176 hab/km². Confina com as seguintes comunas: Igis, Jenins, Maienfeld, Seewis im Prättigau, Valzeina.
A língua oficial nesta comuna é o Alemão.